# Meterkonvention

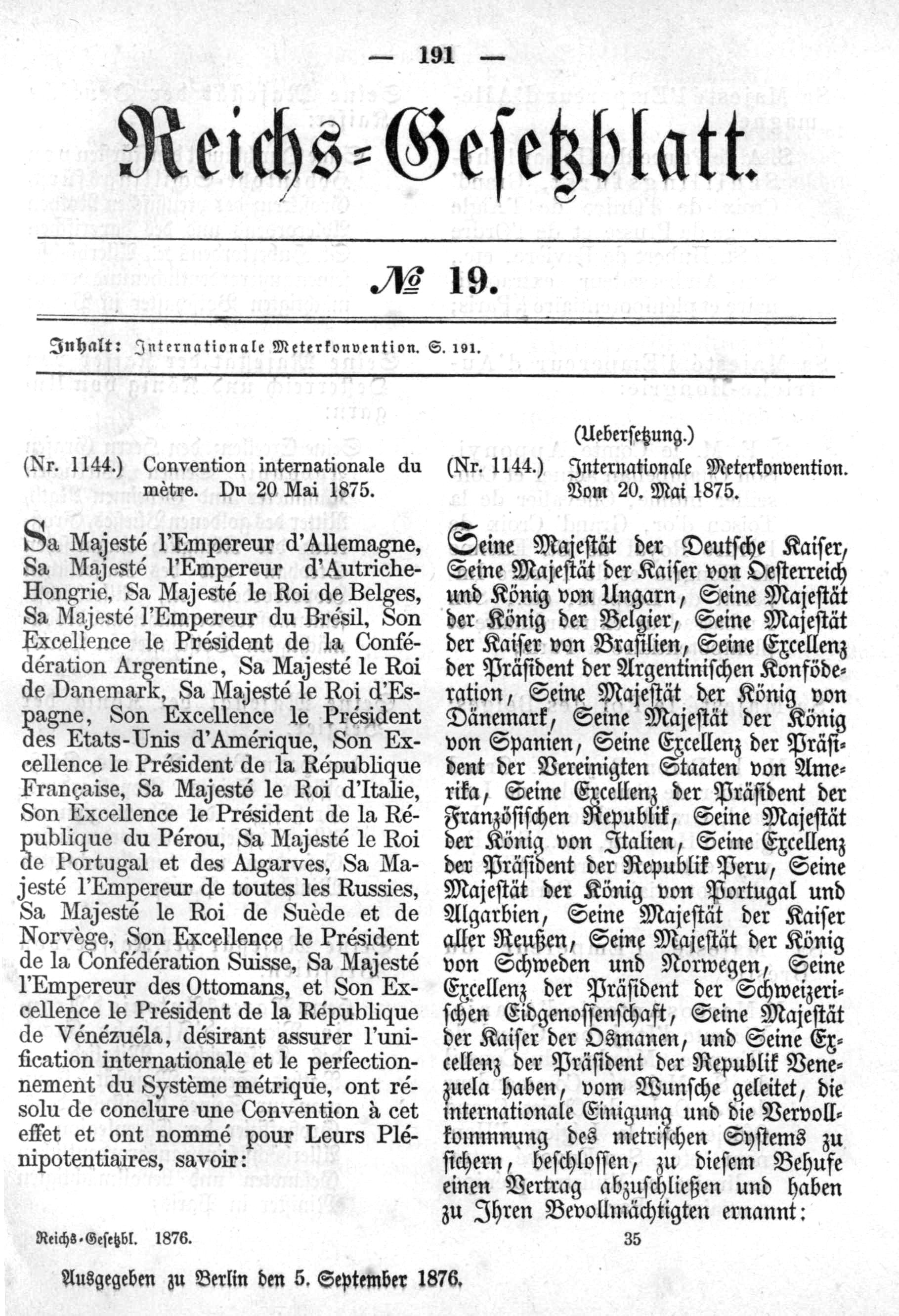
Deutsches Reichsgesetzblatt vom 5. September 1876: Internationale Meterkonvention. Vom 20. Mai 1875.

Die Meterkonvention, in der Schweiz Metervertrag, ist ein am 20. Mai 1875 in Paris geschlossener internationaler Vertrag, in dem die 17 Unterzeichnerstaaten „vom Wunsche geleitet, die internationale Einigung und die Vervollkommnung des metrischen Systems zu sichern“ die Errichtung und Finanzierung einiger Institutionen vereinbarten – der ersten internationalen wissenschaftlichen Institutionen überhaupt. Zudem wurde die Herstellung von Normalen (Urmeter und Urkilogramm) für die Maßeinheiten „Meter“ und „Kilogramm“ beschlossen. Eine Verpflichtung zur Übernahme des metrischen Systems durch die Unterzeichner-Staaten ist im Vertrag nicht enthalten.
Der Inhalt des Vertrages wurde 1921 bei der 6. CGPM (Conférence générale des poids et mesures) einer Revision unterzogen. Dabei wurde die Zuständigkeit auf elektromagnetische Einheiten und physikalische Konstanten erweitert. Derzeit (24. Dezember 2024) sind 64 Staaten Vertragspartei der Meterkonvention. Daneben hat die CGPM noch „assoziierte Mitgliedstaaten“, die sich nicht in vollem Umfang an der Finanzierung beteiligen und nicht stimmberechtigt sind. 1960 wurde das Internationale Einheitensystem (SI) eingeführt. Der Unterzeichnung wird seit dem Jahre 2000 jährlich am 20. Mai, dem Tag des Messens, gedacht.

## Organe
Die Meterkonvention etablierte drei Organe:
- CGPM (Generalkonferenz für Maß und Gewicht; Conférence générale des poids et mesures) – ein Treffen von Delegierten aller Unterzeichnerstaaten im Abstand von vier bis sechs Jahren
- CIPM (Internationales Komitee für Maß und Gewicht; Comité international des poids et mesures) – ein Verwaltungskomitee, das jährlich im BIPM zusammentrifft
- BIPM (Internationales Büro für Maß und Gewicht; Bureau international des poids et mesures) – ein internationales Zentrum für Maßeinheiten in Sèvres bei Paris

Daneben gibt es zehn „beratende Komitees“ („CC“), zum Beispiel das „Comité consultatif d'électricité et magnétisme (CCEM)“, das 1927 als erstes CC unter dem damaligen Namen „Comité consultatif d'électricité (CCE)“ gegründet worden ist.

## Mitgliedsstaaten

| Mitgliedsstaaten der Meterkonvention |                                  |
| Mitglied                             | assoziiertes Mitglied            |
| ehemaliges Mitglied                  | ehemaliges assoziiertes Mitglied |

### Mitgliedsstaaten
(Stand: 24. Dezember 2024)
1. Ägypten
2. Argentinien ∗
3. Australien
4. Belarus
5. Belgien ∗
6. Brasilien ∗
7. Bulgarien
8. Chile
9. China
10. Costa Rica
11. Dänemark ∗
12. Deutschland ∗
13. Ecuador
14. Estland
15. Finnland
16. Frankreich ∗
17. Griechenland
18. Indien
19. Indonesien
20. Irak
21. Iran
22. Irland
23. Israel
24. Italien ∗
25. Japan
26. Kanada
27. Kasachstan
28. Kenia
29. Kolumbien
30. Kroatien
31. Litauen
32. Malaysia
33. Marokko
34. Mexiko
35. Montenegro
36. Neuseeland
37. Niederlande
38. Norwegen ∗ 2
39. Österreich ∗ 1
40. Pakistan
41. Polen
42. Portugal ∗
43. Rumänien
44. Russland ∗
45. Saudi-Arabien
46. Schweden ∗ 2
47. Schweiz ∗
48. Serbien
49. Singapur
50. Slowakei
51. Slowenien
52. Spanien ∗
53. Südafrika
54. Südkorea
55. Thailand
56. Tschechien
57. Tunesien
58. Türkei ∗ 3
59. Ukraine
60. Ungarn ∗ 1
61. Uruguay
62. Vereinigte Arabische Emirate
63. Vereinigte Staaten ∗
64. Vereinigtes Königreich

- Gründungsmitglied Peru ist heute assoziiertes Mitglied.
- Gründungsmitglied Venezuela wurde 2018 wegen ausbleibender Zahlung der Beiträge ausgeschlossen.[6]

### Assoziierte Staaten und Volkswirtschaften
(Stand: 24. Dezember 2024)
1. Albanien
2. Aserbaidschan
3. Äthiopien
4. Bangladesch
5. Bolivien
6. Bosnien und Herzegowina
7. Botswana
8. CARICOM
9. Republik China (Taiwan)
10. Georgien
11. Ghana
12. Hongkong
13. Jamaika
14. Katar
15. Kambodscha
16. Kuba
17. Kuwait
18. Lettland
19. Luxemburg
20. Malta
21. Mauritius
22. Moldau
23. Mongolei
24. Namibia
25. Nordmazedonien
26. Oman
27. Panama
28. Paraguay
29. Peru
30. Philippinen
31. Sambia
32. Simbabwe
33. Sri Lanka
34. Syrien
35. Tansania
36. Usbekistan
37. Vietnam